# Šahovska olimpijada 1978.
23. Šahovska olimpijada održana je 1978. u Argentini. Grad domaćin bio je Buenos Aires.

## Poredak osvajača odličja
| Mj. | Država   | Bodova | Igrači |
| --- | -------- | ------ | ------ |
| 1.  | Mađarska | 37,0   |        |
| 2.  | SSSR     | 36,0   |        |
| 3.  | SAD      | 35,0   |        |

| Pobjednici            |
| --------------------- |
| Mađarska Treći naslov |